# Инверсия в предложении
Инверсия в предложении (от лат. inversio  — «переворачивание, перестановка»), обратный порядок слов — изменение значения слова путём его размещения в синтаксически необычном для него месте в предложении; нарушение обычного для того или иного языка порядка слов. Возможна инверсия как отдельных слов, так и целых групп (например, группы подлежащего, сказуемого и любых других). 
В каждом языке существует обычный порядок слов в предложении (и словосочетании), который определяет место в них для каждого слова. Это положение — нейтральное (не придаёт слову дополнительных значений). При инверсии член предложения ставится не в обычное для него положение, а в другое, отличное от обычного «положении инверсии». Другое, отличное место (положении инверсии) — непроизвольное для каждой конструкции (даже в языках со свободным порядком слов), а вполне определённое. Помещение слова в положении инверсии придаёт слову дополнительное значение (выделительное, грамматическое, эмоциональное, стилистическое, риторическое и т. д.) Таким образом, для слова в предложении обычно есть два положения: обычное (нейтральное) и «положении инверсии» (выделенное), а у каждой конструкции (предложения, словосочетания и т. д.) есть её инвертированная разновидность (причём она своя для инверсии каждого составляющего).
Чаще всего инверсия выглядит как перестановка двух слов (или групп). Обычно это перестановка соседних слов (групп). Отсюда появилось название со значением «переворачивание, перестановка». Она возможна только для такой пары слов, для которой существует некий установленный синтаксический порядок (обязательный, обычный, или предпочтительный). 

## Элементарные грамматические инверсии
Типы инверсий:
- перестановка главных членов предложения: подлежащее — на втором месте, сказуемое — на первом.

```
Роняет лес багряный свой убор, 
Сребрит мороз увянувшее поле, 
Проглянет день, как будто поневоле, 
И скроется за край окружных гор.
       
(А.С.Пушкин. «19 октября»)
```

- постановка определения после определяемого слова (для русского нормальный порядок — наоборот):

```
В дверях эдема ангел нежный 
Главой поникшею сиял, 
А демон мрачный и мятежный
Над адской бездною летал.
       
(А. С. Пушкин. «Ангел»)
```

- постановка дополнений перед глаголом (или другим «дополняемым» словом)

```
Из гроба  тогда император, 
Очнувшись, является вдруг... 
       
(М.Ю.Лермонтов. «Воздушный корабль»)
```

- размещение обстоятельства, выраженного существительными, перед словом, которое они поясняют, а не после них, как этого требует обычный порядок слов:

```
Трудами ночи  изнурен 
Я лег в тени...
       
(М.Ю.Лермонтов. «Мцыри»)
```

## Использование инверсии
Используется в языке для
- образования определённых типов предложения (например, отрицательных и некоторых вопросительных в английском);
- эмфатического выделения слов (или целого предложения, в котором присутствует инверсия); в аналитических языках (например, английском, французском), где порядок слов строгий, стилистическая инверсия распространена относительно мало; во флективных, в том числе русском, с достаточно свободным порядком слов — весьма значительно.

Синтаксическая инверсия получает дополнительные функции в
- риторике — с целью подчеркнуть главное, разбить монотонность и вообще усилить воздействие речи (слова);
- литературе — как одно из стилистических средств персонажей (например, речь Йоды в «Звёздных войнах»), создания стиля или антуража произведения;
- поэзии — не только как стилистический приём, но и как средство подгонки под стихотворный размер, а вслед за тем — как особенность, отличительная черта поэтической речи, подчёркивающая её отличие (особенный поэтический стиль).

Поэты в разной степени используют инверсию как стилистический приём. В разных стихотворных размерах инверсия распространена приблизительно одинаково.